# Trükkös halál 2.
A Trükkös halál 2. (eredeti cím: F/X2) 1991-ben bemutatott amerikai krimi-kalandfilm, melyet Bill Condon forgatókönyvéből Richard Franklin rendezett.
A film az 1986-os Trükkös halál folytatása. A főbb szerepekben ismét Bryan Brown és Brian Dennehy tűnik fel. Rollie Tyler trükktechnikus ismét bajba kerül, hogy aztán exrendőr barátjával, Leo McCarthy-val kinyomozzák az igazságot.

## Cselekmény
|  | Alább a cselekmény részletei következnek! |

Rollie mostani élettársának volt férje, a rendőr Mike Brandon Rollie segítségét kéri egy gyilkos lebuktatásában. A nőket ölő kéjgyilkost úgy akarják tőrbe csalni, hogy Mike-ot nőnek maszkírozzák és várják, hogy lecsapjon, és végül a rendőrök ártalmatlaníthassák. Rollie egy saját maga által kihelyezett kamerán figyeli az eseményeket, de váratlanul valaki végez Mike-kal és a gyilkossal is. A rendőrök állítják, hogy kettejükön kívül nem volt más a lakásban, és hogy egymással végeztek. Rollie azonban tudja, hogy mi történt, ráadásul a gyilkos aztán Rollie, a barátnője és annak fia életére is tör, ezért ismét megkeresi régi barátját, Leo McCarthyt segítségért, aki most magánnyomozó. Leo némi nyomozás után rájön, hogy Mike a saját szakállára egy régi rablás után nyomozott, amikor is több rendkívül értékes aranyműkincset lovasítottak meg. A tárgyak azóta sem kerültek elő, ezért Leo gyanítja, hogy az elfogást felhasználva valakik a rendőrségről emiatt tetették el láb alól a rendőrt. A fordulatoktól sem mentes ügybe belekeveredett Rollie és Leo ismét Rollie trükkjeivel felvértezve indulnak kideríteni az igazságot.

## Szereplők
| Színész           | Szerep                | Magyar hang            | Magyar hang  |
| Színész           | Szerep                | - 1. változat - (1992) | 2. változat  |
| ----------------- | --------------------- | ---------------------- | ------------ |
| Bryan Brown       | Roland 'Rollie' Tyler | Perlaki István         | Tarján Péter |
| Brian Dennehy     | Leo McCarthy          | Láng József            | Bolla Róbert |
| Rachel Ticotin    | Kim Brandon           | Ráckevei Anna          |              |
| Joanna Gleason    | Liz Kennedy           | Nagy Anna              |              |
| Philip Bosco      | Ray Silak hadnagy     | Velenczey István       | Garai Róbert |
| Kevin J. O'Connor | Matt Neely            | Jakab Csaba            |              |
| Tom Mason         | Mike Brandon          | Szersén Gyula          |              |
| Dominic Zamprogna | Chris Brandon         | Simonyi Balázs         |              |
| Jossie DeGuzman   | Marisa Velez          | Bencze Ilona           |              |
| John Walsh        | Rado                  | Vass Gábor             |              |
| Dee McCafferty    | Norm Chambliss        | Forgács Gábor          |              |